# Ficción sobrenatural

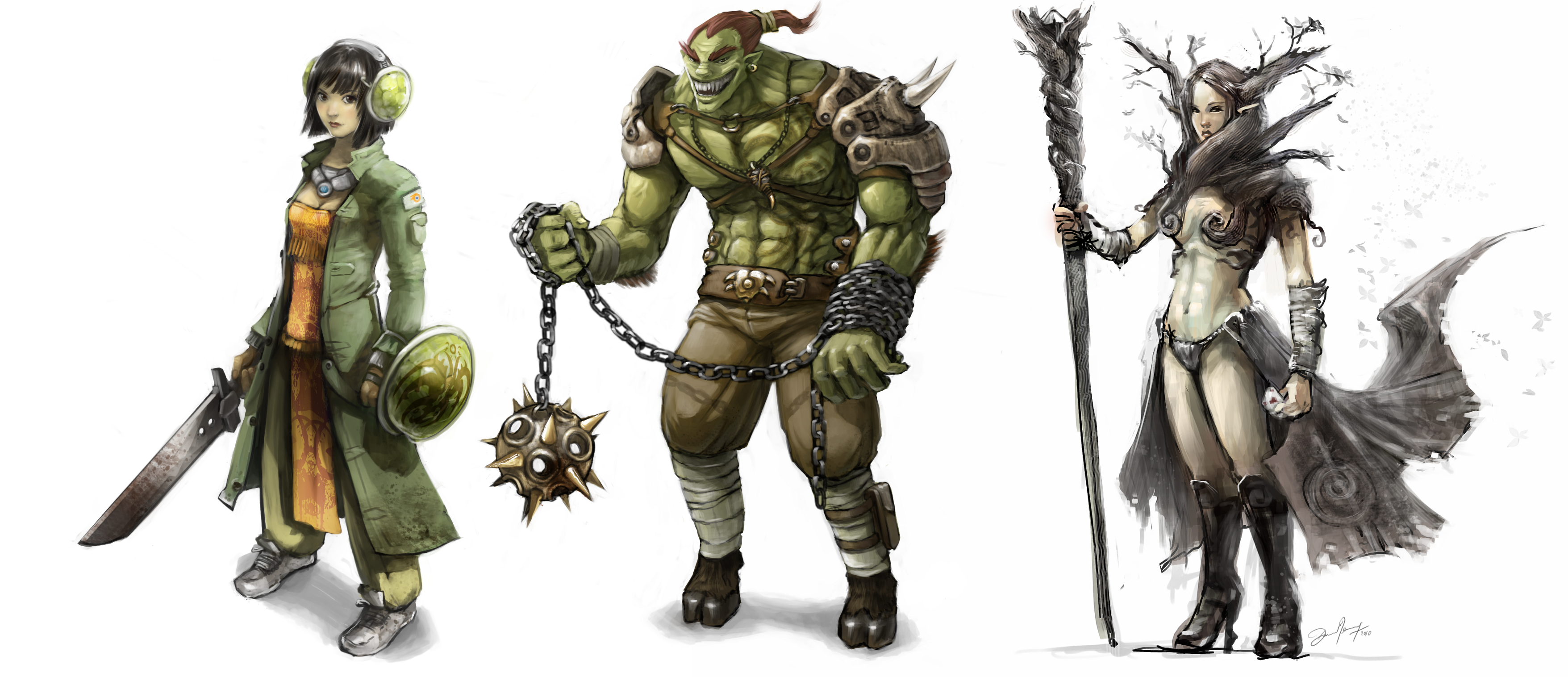
Arte conceptual de David Revoy, elfos y personajes de fantasía en el arte,

La ficción sobrenatural es un género de la ficción especulativa que utiliza como temas o argumentos situaciones que no podrían suceder en el mundo natural como lo conocemos, como así también las presunciones materialistas sobre este.

## Descripción y tipos
En su definición más amplia,  la ficción sobrenatural incluye elementos pertenecientes a la ficción extraña, la ficción de horror, las historias de vampiros, los cuentos de fantasmas, y las historias de fantasía. Los elementos de ficción sobrenatural pueden ser encontrados en escritos de ciencia ficción. Sin embargo, para los académicos, lectores entusiastas y coleccionistas, la ficción sobrenatural es considerada como un género diferente a todos los anteriores ya que se caracteriza por la ausencia del terror, la fantasía y ciertos elementos característicos de otros géneros. El único género que la ficción sobrenatural parece incluir es el tradicional relato de fantasmas.
En el siglo XX, la ficción sobrenatural fue asociada con la ficción psicológica. Esto fue debido a que, para ciertos relatos psicológicos, lo sobrenatural podía ser una posible explicación para lo que había sido contado. El ejemplo más famoso de esto es la novela "The Turn of the Screw"  de Henry James, la cual ofrece tanto una interpretación sobrenatural como psicológica para los acontecimientos descritos. Esta ambigüedad forma parte del efecto de la obra . Un ejemplo similar es el cuento corto "The Yellow Wallpaper" de Charlotte Perkins Gilman.
El género detectivesco sobrenatural combina tropos de la ficción sobrenatural con tropos de la ficción detectivesca.